# دونالد مكاي (مهندس)
دونالد مكاي (بالإنجليزية: Donald McKay)‏ هو مهندس كندي وأمريكي، ولد في 4 سبتمبر 1810 في Jordan Falls, Nova Scotia ‏ في كندا، وتوفي في 20 سبتمبر 1880 في ماساتشوستس في الولايات المتحدة.

## وصلات خارجية
- دونالد مكاي على موقع الموسوعة البريطانية (الإنجليزية)